# Uncinaria stenocephala
Uncinaria stenocephala ist ein Hakenwurm, der parasitisch im Dünndarm von Füchsen häufig vorkommt. Auch Hunde und Katzen sind für den Parasiten empfänglich und können sich über die Aufnahme von Fuchskot infizieren.

## Lebenszyklus
Die erwachsenen Würmer leben im Dünndarm und bilden 75 µm lange und 45 µm dicke Eier, die mit dem Kot ausgeschieden werden. In der Umwelt schlüpfen daraus Larven, was unter optimalen Bedingungen etwa 2 bis 8 Tage dauert. Die Larven werden zumeist oral mit kontaminiertem Boden und Pflanzen oder auch über Fehlwirte wie Mäuse aufgenommen. Sie können aber auch über die Haut eindringen. Nach Durchdringung der Schleimhaut wandern die Larven in die Lunge, wo sie ausreifen. Von dort werden sie hochgehustet und wieder abgeschluckt und gelangen so in den Dünndarm. 
Einige Larven können auch in die Muskulatur wandern und dort als Ruhestadium verweilen. Von dort können sie in den Darm, aber auch in die Milchdrüse oder sogar in die Gebärmutter wandern und somit ungeborene Feten oder Saugwelpen in der Säugeperiode infizieren.
Während ein geringer Befall meist symptomlos ist, können bei stärkerem Befall Durchfall und Proteinmangel im Blut (Hypoproteinämie) auftreten.

## Bekämpfung
Die Bekämpfung adulter Würmer erfolgt mit gegen Fadenwürmer wirksamen Wirkstoffen (Wurmkur) wie Febantel, Fenbendazol oder Flubendazol.